# Spiraea
Spiraea es un género con 300 especies de plantas perteneciente a la familia de las rosáceas, subfamilia Amygdaloideae. Son arbustos nativos de las zonas templadas del Hemisferio Norte con una gran diversidad en el este de Asia.
Algunas variedades de Spiraea son alimento de las larvas de algunas especies de lepidópteros, entre los cuales cabe destacar la Pavonia pavonia y la Hypercompe indecisa.
Este género incluía anteriormente especies que ahora han sido segregadas a los géneros  Filipendula y Aruncus; recientes estudios genéticos evidencian que el género Filipendula tiene una relación lejana con Spiraea, y ahora pertenece a la subfamilia Rosoideae.

## Especies seleccionadas

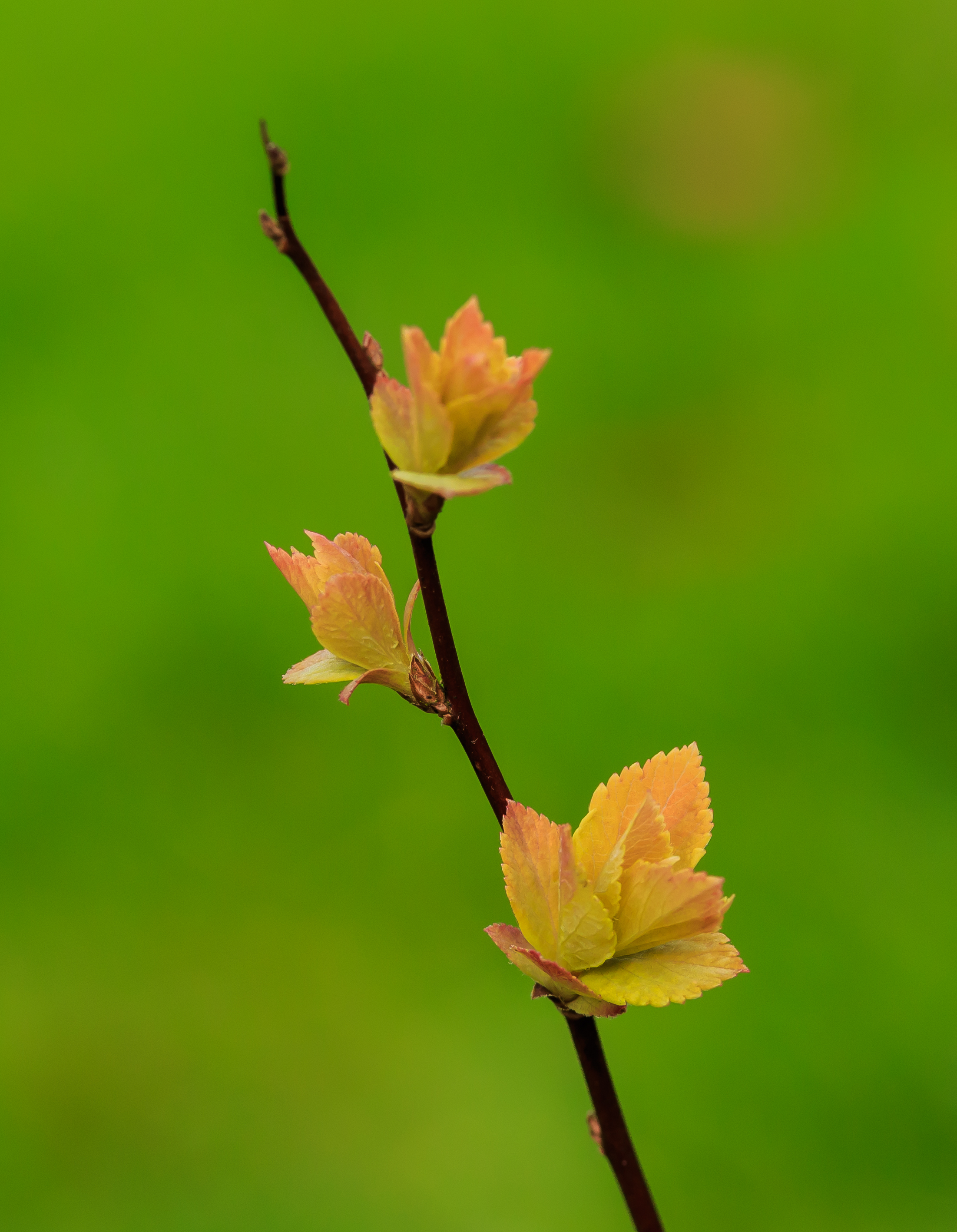
Spiraea japonica

- Spiraea alba
- Spiraea albiflora
- Spiraea amoena
- Spiraea arcuata
- Spiraea baldschuanica
- Spiraea bella
- Spiraea betulifolia
- Spiraea blumei
- Spiraea calcicola
- Spiraea cana
- Spiraea canescens
- Spiraea cantoniensis
- Spiraea chamaedryfolia
- Spiraea crenata
- Spiraea decumbens
- Spiraea densiflora
- Spiraea douglasii
- Spiraea filipendula
- Spiraea gemmata
- Spiraea henryi
- Spiraea hypericifolia
- Spiraea japonica
- Spiraea latifolia
- Spiraea lobata
- Spiraea longigemmis
- Spiraea media
- Spiraea micrantha
- Spiraea miyabei
- Spiraea mollifolia
- Spiraea nervosa
- Spiraea nipponica
- Spiraea prunifolia
- Spiraea pubescens
- Spiraea rosthornii
- Spiraea salicifolia L.
- Spiraea sargentiana
- Spiraea thunbergii
- Spiraea tomentosa L.
- Spiraea trichocarpa
- Spiraea trilobata
- Spiraea veitchii
- Spiraea virginiana
- Spiraea wilsonii
- Spiraea yunnanensis

## Híbridos más conocidos
- Spiraea ×arguta (S. ×multiflora × S. thunbergii)
- Spiraea ×billardii (S. douglasii × S. salicifolia) Herincq
- Spiraea ×blanda (S. nervosa × S. cantoniensis)
- Spiraea ×brachybotrys (S. canescens × S. douglasii) Lange
- Spiraea ×bumalda (S. japonica × S. albiflora) Burv.
- Spiraea ×cinerea (S. hypericifolia × S. cana)
- Spiraea ×conspicua (S. japonica × S. latifolia)
- Spiraea ×fontenaysii (S. canescens × S. salicifolia)
- Spiraea ×foxii (S. japonica × S. betulifolia)
- Spiraea ×gieseleriana (S. cana × S. chamaedryfolia)
- Spiraea ×macrothyrsa (S. douglasii × S. latifolia)
- Spiraea ×multiflora (S. crenata × S. hypericifolia)
- Spiraea ×notha (S. betulifolia × S. latifolia)
- Spiraea ×nudiflora (S. chamaedryfolia × S. bella)
- Spiraea ×pikoviensis (S. crenata × S. media)
- Spiraea ×pseudosalicifolia  (Spiraea ×pseudosalicifolia) Silverside
- Spiraea ×pyramidata (S. betulifolia × S. douglasii)
- Spiraea ×revirescens (S. amoena × S. japonica)
- Spiraea ×rosalba Dippel
- Spiraea ×sanssouciana (S. japonica × S. douglasii) K.Koch
- Spiraea ×schinabeckii (S. chamaedryfolia × S. trilobata)
- Spiraea ×semperflorens (S. japonica × S. salicifolia) Zabel
- Spiraea ×vanhouttei (S. trilobata × S. cantoniensis)
- Spiraea ×watsoniana (S. douglasii × S. densiflora)